# Cape Surovyj
Das Cape Surovyj (englisch; russisch Мыс Суровый Mys Surowy, deutsch ‚Grausames Kap‘) ist ein Kap an der Knox-Küste des ostantarktischen Wilkeslands. Es liegt im Gebiet der Bunger-Oase.
Wissenschaftler einer sowjetischen Antarktisexpedition kartierten und benannten es im Jahr 1956. Das Antarctic Names Committee of Australia übertrug diese Benennung ins Englische.